# Stare Maczki
Stare Maczki (w dzielnicy Sosnowca Maczki) to historyczna wieś (gromada), w przeszłości wchodząca w skład gminy Sławków, w 1954 roku połączona z Maczkami, a w 1975 wraz z nimi wcielona do Sosnowca. Obecnie stanowi osadę złożoną z ulicy o nazwie Stare Maczki, leżącą między Maczkami i Cieślami. Od 1924 przynależą do parafii św. Apostołów Piotra i Pawła w Maczkach. 5 lipca 1939 Stare Maczki w poważnym stopniu zostały zniszczone w pożarze. W czasie okupacji nieoficjalnie funkcjonowała niemiecka nazwa Altmarktal.
W Starych Maczkach kończy się biegnący z Gołonoga  Szlak Metalurgów.

## Historia administracyjna
W latach 1870–1954 Stare Maczki miały status gromady w gminie zbiorowej Sławków w powiecie olkuskim w woj. kieleckim.
W okresie II wojny światowej w III Rzeszy; funkcjonowała wówczas nieoficjalnie niemiecka nazwa Altmarktal.
18 sierpnia 1945 wraz z powiatem olkuskim włączone do województwa krakowskiego, gdzie stanowiły jedną z 9 gromad gminy Sławków
6 października 1954 Stare Maczki weszły w skład gromady Maczki w powiecie będzińskim w woj. stalinogrodzkim. 20 grudnia 1956 województwo stalinogrodzkie przemianowano (z powrotem) na katowickie.
1 stycznia 1958 gromadę Maczki zniesiono w związku z nadaniem jej statusu osiedla, przez co Stare Maczki stały się integralną częścią Maczek.
1 stycznia 1973 wraz z osiedlem Maczki Stare Maczki stały się integralną częścią miasta Kazimierz Górniczy.
27 maja 1975 wraz Kazimierzem Górniczym stały się integralną częścią miasta częścią Sosnowca.

## Komunikacja
Komunikacja autobusowa obsługiwana jest przez linię 622 Komunikacyjnego Związku Komunalnego GOP.
| Numer linii | Trasa podstawowa |
| ----------- | --- |
| 622         | Maczki Kościuszki - Stare Maczki Pętla - Ostrowy Górnicze - Kazimierz Górniczy - Porąbka - Zagórze - Sielec - Rudna Stawowa |

## Literatura
- F. Kiryk (red.), Dzieje Sławkowa, Kraków 2001, s. 356.